# Mexiceremus rafaelinus
Mexiceremus rafaelinus är en kvalsterart som först beskrevs av Sandór Mahunka och Palacios-Vargas 1995.  Mexiceremus rafaelinus ingår i släktet Mexiceremus och familjen Micreremidae. Inga underarter finns listade i Catalogue of Life.